# Unnaryds församling
Unnaryds församling är en församling i Hyltebruks pastorat, Östbo-Västbo kontrakt, Växjö stift och Hylte kommun. 
Församlingskyrkor är Södra Unnaryds kyrka och Jälluntofta kyrka.

## Administrativ historik
Församlingen har medeltida ursprung. Från 1 januari 1886 till 2010 var namnet Södra Unnaryds församling
Församlingen var från medeltiden till 1962 moderförsamling i pastoratet Unnaryd, Jälluntofta och Femsjö, där Femsjö bildade eget pastorat från 1550 till 1579 och från 1587. Från 1962 till 1995 var församlingen moderförsamling i pastoratet Södra Unnaryd, Jälluntofta och Bolmsö, där Bolmsö överfördes till annat pastorat 1974. Jälluntofta församling uppgick 2010 i Södra Unnaryds församling vilket samtidigt namnändrades till det nuvarande. 1995 överfördes församlingen till Långaryds pastorat. Från 2014 ingår församlingen i Hyltebruks pastorat.

## Församlingshemmet

### Orgel
I Södra Unnaryds församlingshem finns en orgel byggd på 1880-talet av Johannes Andersson i Långaryd. Den renoverades 1983 av Sven Larsson i Södra Unnaryd. Orgeln flyttades hit 1983 och var tidigare i privat ägo. Den har en manual med två stämmor. Den har även subkoppel och superoktavkoppel. Orgeln är mekanisk.